# 長無鰾石首魚
長無鰾石首魚為輻鰭魚綱鱸形目鱸亞目石首魚科的其中一種，分布東太平洋區，從墨西哥至秘魯海域，棲息深度可達40公尺，體長可達52公分，棲息在沿海、潟湖，屬肉食性，以多毛類、甲殼類等為食，可做為食用魚。